# Ровишели (Салерно)
Ровишели је насеље у Италији у округу Салерно, региону Кампанија.
Према процени из 2011. у насељу је живело 21 становника. Насеље се налази на надморској висини од 69 м.